# Mustervermeidung
Die Mustervermeidung (englisch pattern avoidance) ist ein mathematischer Begriff aus der Kombinatorik. Man spricht von Mustervermeidung, wenn eine Permutation {\displaystyle \pi } nicht dasselbe Ordnungsmuster einer zweiten Permutation {\displaystyle \sigma } besitzt, das heißt, würde man zwischen den Elementen der Permutationen ein {\displaystyle <} oder {\displaystyle >} schreiben, und diese Symbole als Folge interpretieren, so würde in {\displaystyle \pi } die Folge von {\displaystyle \sigma } nicht als Teilfolge enthalten sein.

## Definition
Mit {\displaystyle {\mathfrak {S}}_{n}} bezeichnen wir die symmetrische Gruppe.
Betrachte die Permutationen {\displaystyle \pi =(p_{1},\dots ,p_{n})\in {\mathfrak {S}}_{n}} und {\displaystyle \sigma =(s_{1},\dots ,s_{k})\in {\mathfrak {S}}_{k}} wobei {\displaystyle n\geq k}. Man sagt {\displaystyle \pi } vermeidet {\displaystyle \sigma } falls keine Teilfolge {\displaystyle (p_{i_{1}},\dots ,p_{i_{k}})\subseteq \pi } der Länge {\displaystyle k} mit {\displaystyle i_{1}<i_{2}<\cdots <i_{k}} existiert, so dass wenn {\displaystyle p_{i_{a}}<p_{i_{b}}} auch {\displaystyle s_{a}<s_{b}} gilt. Ansonsten sagt man das Muster von {\displaystyle \sigma } ist in {\displaystyle \pi } enthalten.

## Beispiele
- Die Permutation {\displaystyle \pi =2134} vermeidet {\displaystyle \sigma =821}, da sich das absteigende Muster {\displaystyle 8>2>1} nicht finden lässt.
- Die Permutation {\displaystyle \pi =7381264} enthält die Permutation {\displaystyle \omega =2314}. In {\displaystyle \pi } gibt es die Teilfolge {\displaystyle 7<8>2<6}, welche das Muster von {\displaystyle 2<3>1<4} besitzt. Diese Teilfolge ist aber nicht die einzige Folge, die das Muster von {\displaystyle \omega } besitzt. Hingegen vermeidet {\displaystyle \pi } das absteigende Muster {\displaystyle \sigma =4321}.

## Eigenschaften
Mit {\displaystyle \pi ^{r}=(p_{n},\dots ,p_{1})} bezeichnet man die Umkehrung (englisch reverse) einer Permutation {\displaystyle \pi =(p_{1},\dots ,p_{n})} und mit {\displaystyle \pi ^{c}=(p_{1}^{c},\dots ,p_{n}^{c})} das Komplement, so dass {\displaystyle p_{i}^{c}=n+1-p_{i}}. Als Beispiel sei {\displaystyle \pi =231}, dann ist {\displaystyle \pi ^{r}=132} und {\displaystyle \pi ^{c}=213}.

### Muster der Länge 3
Es gibt {\displaystyle 6} mögliche Muster für eine Permutation der Länge {\displaystyle 3}
{\displaystyle 123,132,213,231,312,321}
Bezeichne mit {\displaystyle {\mathfrak {S}}_{n}(132)} die Anzahl der {\displaystyle n}-Permutationen, die das Muster von {\displaystyle \omega =132} vermeiden. Wenn nun eine Permutation {\displaystyle \pi } das Muster von {\displaystyle w} vermeidet, dann vermeidet {\displaystyle \pi ^{r}} die Umkehrung {\displaystyle \omega ^{r}=231} und {\displaystyle \pi ^{c}} vermeidet {\displaystyle \omega ^{c}=312}, somit gilt
{\displaystyle {\mathfrak {S}}_{n}(132)={\mathfrak {S}}_{n}(231)={\mathfrak {S}}_{n}(312)={\mathfrak {S}}_{n}(213).}
Es lässt sich auch {\displaystyle {\mathfrak {S}}_{n}(123)={\mathfrak {S}}_{n}(132)} zeigen, somit werden alle Muster {\displaystyle \omega } der Länge {\displaystyle 3} von derselben Anzahl von {\displaystyle n}-Permutationen vermieden, es gilt {\displaystyle {\mathfrak {S}}_{n}(\omega )=C_{n}} wobei {\displaystyle C_{n}} die Catalan-Zahlen bezeichnen.

### Vermutung von Stanley-Wilf
Die Vermutung von Stanley-Wilf wurde 1980 aufgestellt und 2004 von Adam W. Marcus und Gábor Tardos bewiesen. Es existieren zwei gleichwertige Varianten des Satzes:
Sei {\displaystyle \pi } eine Permutation, dann existiert eine Konstante {\displaystyle c_{\pi }}, so dass {\displaystyle \forall n\in \mathbb {N} } gilt
{\displaystyle {\mathfrak {S}}_{n}(\pi )\leq c_{\pi }^{n}.}
Variante 2:
Sei {\displaystyle \pi } eine Permutation, dann existiert der Grenzwert
{\displaystyle \lim \limits _{n\to \infty }{\sqrt[{n}]{{\mathfrak {S}}_{n}(\pi )}}.}